# Patrick Baldwin Jr.
Patrick O'Neal Baldwin Jr., född 18 november 2002 i Evanston i Illinois, är en amerikansk professionell basketspelare (SF/PF) som spelar för Los Angeles Clippers i National Basketball Association (NBA). Han har tidigare spelat för Golden State Warriors och Washington Wizards.
Baldwin draftades av Golden State Warriors i första rundan i 2022 års draft som 28:e spelare totalt.
Innan han blev proffs studerade Baldwin vid University of Wisconsin–Milwaukee och spelade för universitetets idrottsförening Milwaukee Panthers.